# Emir Džafič
Emir Džafič (* 8. September 1972) ist ein ehemaliger slowenischer Fußballspieler.

## Karriere
Džafič spielte in der Slovenska Nogometna Liga für NK Celje, NK Beltinci, NK Rudar Velenje und ND Mura 05, bevor er zum deutschen Bundesligisten VfL Bochum wechselte. In seiner ersten Saison in Deutschland, 1998/1999, bestritt er sechs Spiele und erzielte ein Tor.
Mitte 1999 wechselte Džafič anschließend für ein halbes Jahr zum österreichischen Grazer AK und Anfang Januar 2000 zurück zum NK Beltinci nach Slowenien. Im Jahr 2004 wechselte Džafič zurück zu ND Nura, wo er für ein Jahr unter Vertrag war und in vier Spielen torlos blieb.
Nach der Saison 2003/04 kehrte Džafič nach Österreich zurück und unterschrieb beim Drittligisten SC Eisenstadt, wo er für eineinhalb Jahre blieb und anschließend zum Viertligisten ASV Deutsch Tschantschendorf wechselte.
Dort beendete er 2007 seine Karriere.